# Tegostoma salsolacalis
Tegostoma salsolacalis là một loài bướm đêm trong họ Crambidae.